# استان تان هوا
تان هوا (به ویتنامی:Thanh Hóa) استانی است در شمال ویتنام. مرکز این استان شهر تان هوا است. استان تان هوا ۱۱٬۱۱۶ کیلومترمربع مساحت و ۳٬۴۱۲٬۶۰۰ نفر جمعیت دارد.